# ミリセント
ミリセント（Millicent）は、オーストラリアの南オーストラリア州にある町。人口は4734人（2016年）。

## 概要

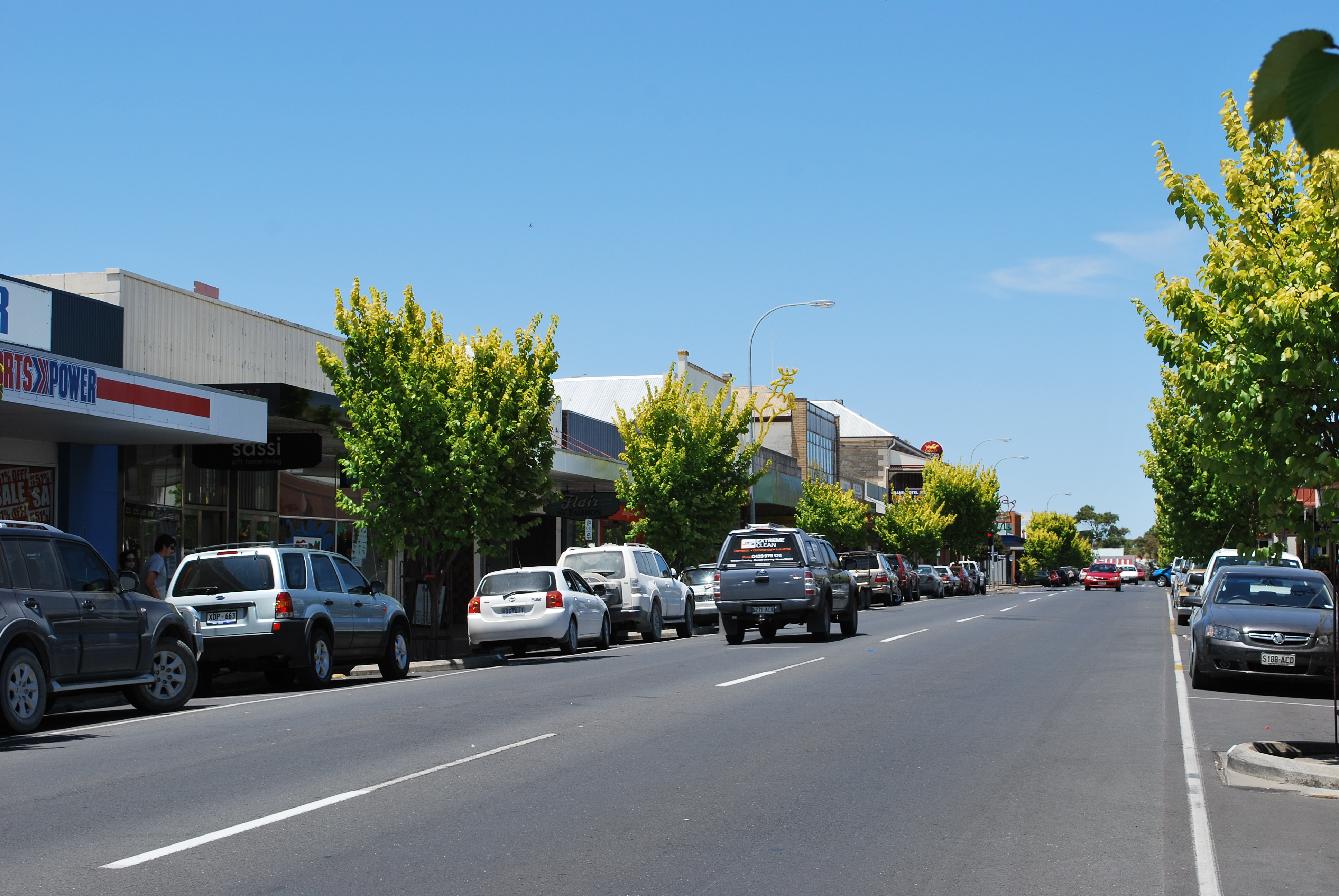

ミリセントは州都アデレードから南東へ約340km、同州人口第2の都市マウントガンビアから北西へ約50kmの所に位置している。町内には歴史博物館があり、近郊にはタンタヌーラ鍾乳洞（南東へ約15km）、カナンダ国立公園（西へ約15km）、そしてボニー湖（南西へ約10km）の近くには南オーストラリア州最大の風力発電所がある。また、町から約10km離れたところには製紙工場（KCA）がある。

## 姉妹都市
- セギン（アメリカ合衆国テキサス州）